# Огден (Арканзас)
Огден (англ. Ogden) — місто (англ. town) в США, в окрузі Літтл-Рівер штату Арканзас. Населення — 131 особа (2020).

## Географія
Огден розташований на висоті 96 метрів над рівнем моря за координатами 33°35′3″ пн. ш. 94°2′41″ зх. д. / 33.58417° пн. ш. 94.04472° зх. д. (33.584152, -94.044735).  За даними Бюро перепису населення США в 2010 році місто мало площу 1,29 км², уся площа — суходіл. В 2017 році площа становила 0,99 км², уся площа — суходіл.

## Демографія
Згідно з переписом 2010 року, у місті мешкало 180 осіб у 79 домогосподарствах у складі 48 родин. Густота населення становила 139 осіб/км².  Було 90 помешкань (70/км²). 
Расовий склад населення:
| - 83,3 % — білих - 11,1 % — чорних або афроамериканців - 1,1 % — азіатів - 0,6 % — корінних американців - 2,8 % — осіб інших рас |

До двох чи більше рас належало 1,1 %. Іспаномовні складали 2,8 % від усіх жителів.
За віковим діапазоном населення розподілялося таким чином: 21,7 % — особи молодші 18 років, 62,7 % — особи у віці 18—64 років, 15,6 % — особи у віці 65 років та старші. Медіана віку мешканця становила 42,3 року. На 100 осіб жіночої статі у місті припадало 93,5 чоловіків;  на 100 жінок у віці від 18 років та старших — 95,8 чоловіків також старших 18 років.
Середній дохід на одне домашнє господарство  становив 59 316 доларів США (медіана — 51 250), а середній дохід на одну сім'ю — 72 974 долари (медіана — 69 688). За межею бідності перебувало 8,3 % осіб, у тому числі 16,0 % дітей у віці до 18 років та 11,1 % осіб у віці 65 років та старших.
Цивільне працевлаштоване населення становило 76 осіб. Основні галузі зайнятості: освіта, охорона здоров'я та соціальна допомога — 28,9 %, транспорт — 13,2 %, науковці, спеціалісти, менеджери — 13,2 %.
За даними перепису населення 2000 року в Огдені проживало 214 осіб, 59 сімей, налічувалося 89 домашніх господарств і 106 житлових будинків. Середня густота населення становила близько 164,6 осіб на один квадратний кілометр. Расовий склад Огдена за даними перепису розподілився таким чином: 18,69 % білих, 76,64 % — чорних або афроамериканців, 0,47 % — корінних американців, 0,47 % — представників змішаних рас, 3,74 % — інших народів. Іспаномовні склали 6,07 % від усіх жителів містечка.
З 89 домашніх господарств в 32,6 % — виховували дітей віком до 18 років, 55,1 % представляли собою подружні пари, які спільно проживали, в 6,7 % сімей жінки проживали без чоловіків, 32,6 % не мали сімей. 31,5 % від загального числа сімей на момент перепису жили самостійно, при цьому 9,0 % склали самотні літні люди у віці 65 років та старше. Середній розмір домашнього господарства склав 2,40 особи, а середній розмір родини — 3,03 особи.
Населення містечка за віковим діапазоном за даними перепису 2000 року розподілилося таким чином: 27,6 % — жителі молодше 18 років, 5,1 % — між 18 і 24 роками, 28,5 % — від 25 до 44 років, 24,3 % — від 45 до 64 років і 14,5 % — у віці 65 років та старше. Середній вік мешканця склав 35 років. На кожні 100 жінок в Огдені припадало 118,4 чоловіків, у віці від 18 років та старше — 115,3 чоловіків також старше 18 років.
Середній дохід на одне домашнє господарство в містечкі склав 26 250 доларів США, а середній дохід на одну сім'ю — 31 250 доларів. При цьому чоловіки мали середній дохід в 27 500 доларів США на рік проти 28 750 доларів середньорічного доходу у жінок. Дохід на душу населення в містечкі склав 12 118 доларів на рік. 6,0 % від всього числа сімей в населеному пункті і 8,0 % від усієї чисельності населення перебувало на момент перепису населення за межею бідності, при цьому 3,9 % з них були молодші 18 років і 6,7 % — у віці 65 років та старше.